# Batteria per veicoli elettrici

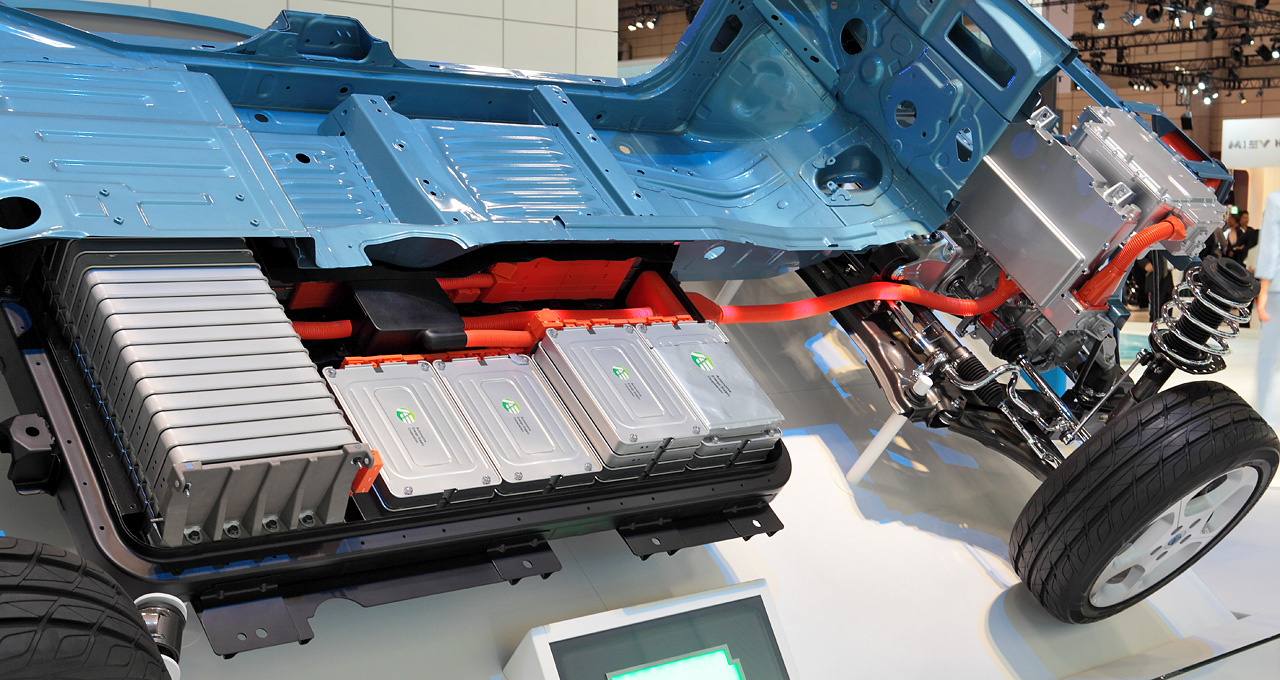
Spaccato della Nissan Leaf che mostra parte della batteria

Una batteria per veicoli elettrici o batteria da trazione è una batteria utilizzata per alimentare la propulsione dei veicoli elettrici a batteria (BEV), ma anche per i veicoli ibridi plug-in (PHEV), queste batterie dei veicoli sono generalmente ricaricabili.
Le batterie da trazione sono utilizzate in carrelli elevatori, golf cart elettrici, lavapavimenti, motocicli elettrici, auto elettriche (BEV e PHEV), camion, furgoni e altri veicoli elettrici.

## Descrizione
Le batterie dei veicoli elettrici differiscono dalle batterie di avviamento illuminazione e accensione, dette "SLI" (acronimo della lingua inglese per Starting, Lighting and Ignition), perché sono progettate per fornire energia per periodi di tempo prolungati. Le batterie a ciclo profondo vengono utilizzate al posto delle batterie SLI per queste applicazioni. Le batterie di trazione devono essere progettate con una capacità di ampere-ora elevata. Le batterie per veicoli elettrici sono caratterizzate da un rapporto potenza-peso relativamente elevato, energia specifica e densità energetica: batterie più piccole e leggere riducono il peso del veicolo e ne migliorano le prestazioni.
Rispetto ai carburanti liquidi, la maggior parte delle tecnologie di batteria attuali hanno un'energia specifica molto più bassa, e ciò influisce spesso sull'autonomia massima completamente elettrica dei veicoli, tuttavia, le batterie metallo-aria hanno un'energia specifica elevata perché il catodo è fornito dall'ossigeno presente nell'aria.
Le batterie ricaricabili utilizzate nei veicoli elettrici includono piombo-acido ("allagato", ciclo profondo e VRLA ), NiCd, idruro di nichel-metallo, ioni di litio, polimero di ioni di litio e, meno comunemente, zinco-aria e ai sali fusi. Il tipo di batteria più comune nelle moderne auto elettriche è la batteria agli ioni di litio e ai polimeri di litio, per via della loro elevata densità energetica rispetto al loro peso. La quantità di elettricità (cioè la carica elettrica) immagazzinata nelle batterie viene misurata in ampere-ora o in coulomb, con l'energia totale spesso misurata in wattora.
La batteria costituisce un costo importante dei veicoli elettrici, che a differenza delle auto a combustibile fossile, influisce pesantemente sul prezzo di listino, infatti a partire dal 2018, le poche auto elettriche con oltre 500 km di autonomia come la Tesla Model S sono saldamente nel segmento del lusso, anche se secondo il presidente della Mitsubishi Osamu Masuko, il costo della batteria per la Mitsubishi i-MiEV è stato dimezzato tra il 2009 e il 2011. Il costo delle batterie per veicoli elettrici è stato ridotto di oltre il 35% dal 2008 al 2014.
Dalla fine degli anni '90, i progressi nella tecnologia delle batterie sono stati sospinti dalle richieste di dispositivi elettronici portatili, come computer portatili e telefoni cellulari, il mercato dei veicoli elettrici ha raccolto i benefici di questi progressi sia in termini di prestazioni, sia in termini di densità di energia.
Il mercato previsto per le batterie da trazione automobilistica è di oltre 37 miliardi di dollari nel 2020.
In termini di costi operativi, il prezzo dell'elettricità per far funzionare un veicolo elettrico è una piccola frazione del costo del carburante per motori a combustione interna equivalenti, ne consegue una maggiore efficienza energetica.

## Tipi di batteria

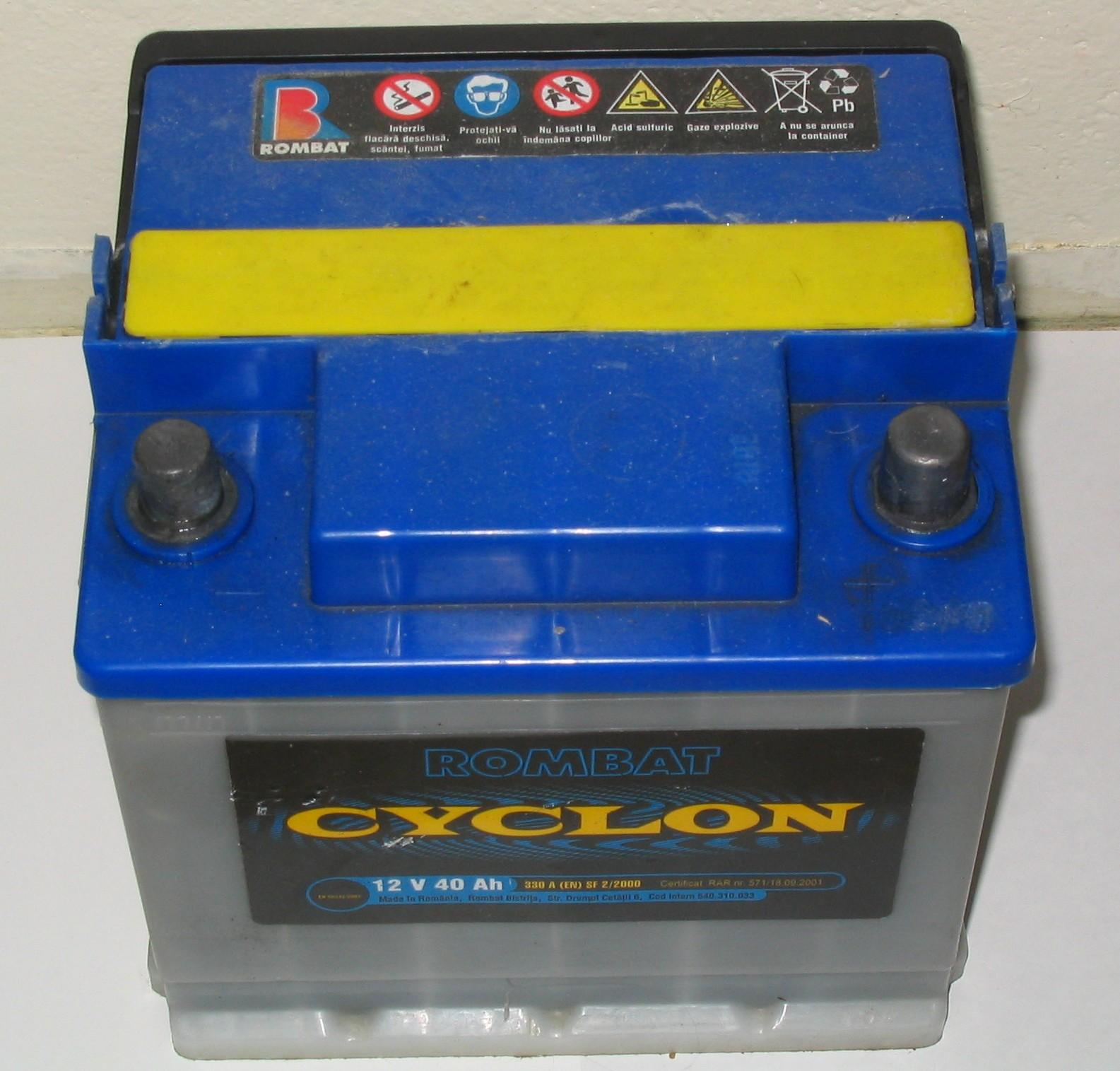
Batteria al piombo convenzionale, sono ancora comunemente usate per la propulsione dei veicoli elettrici

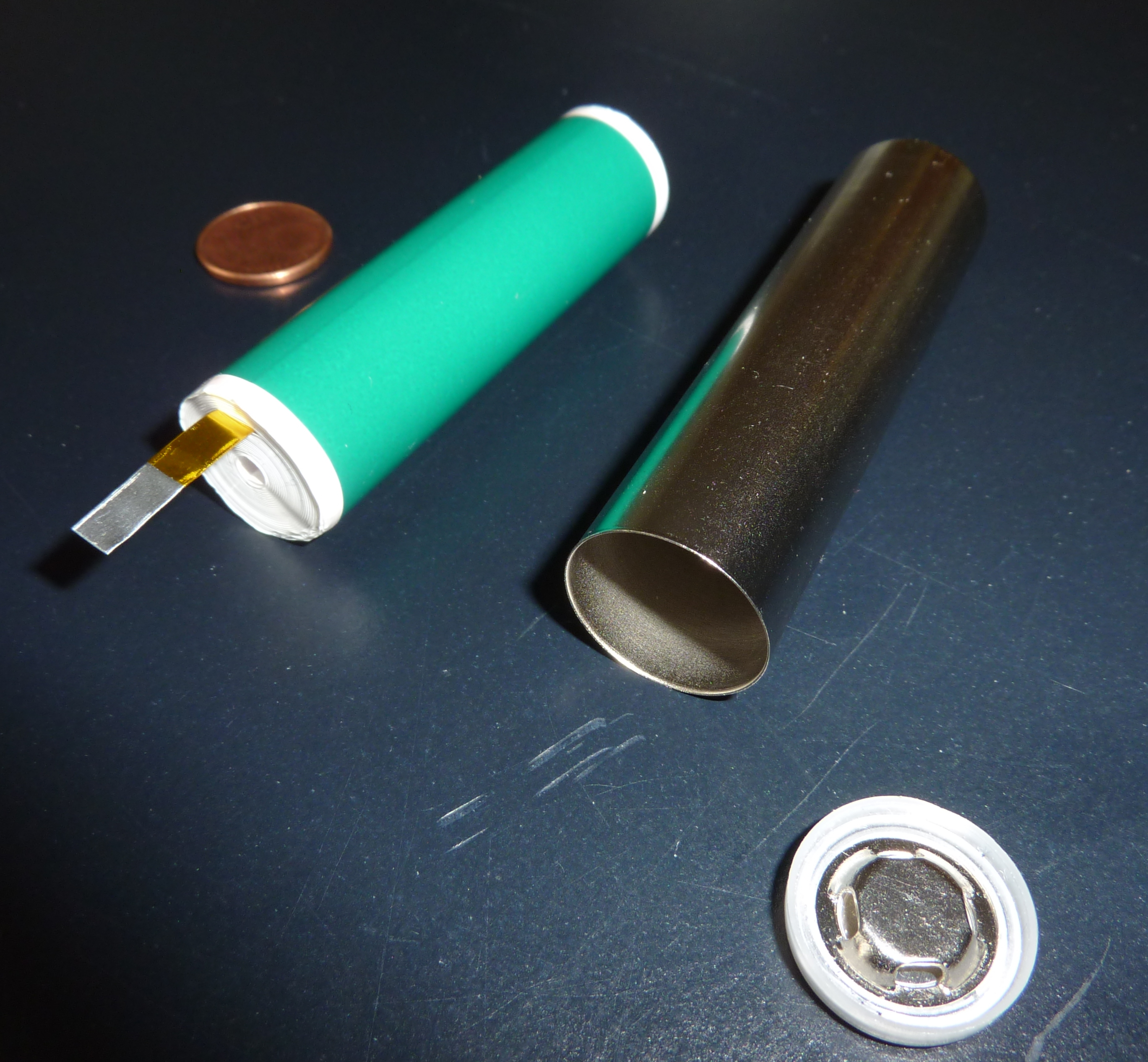
Cella cilindrica (18650) prima dell'assemblaggio

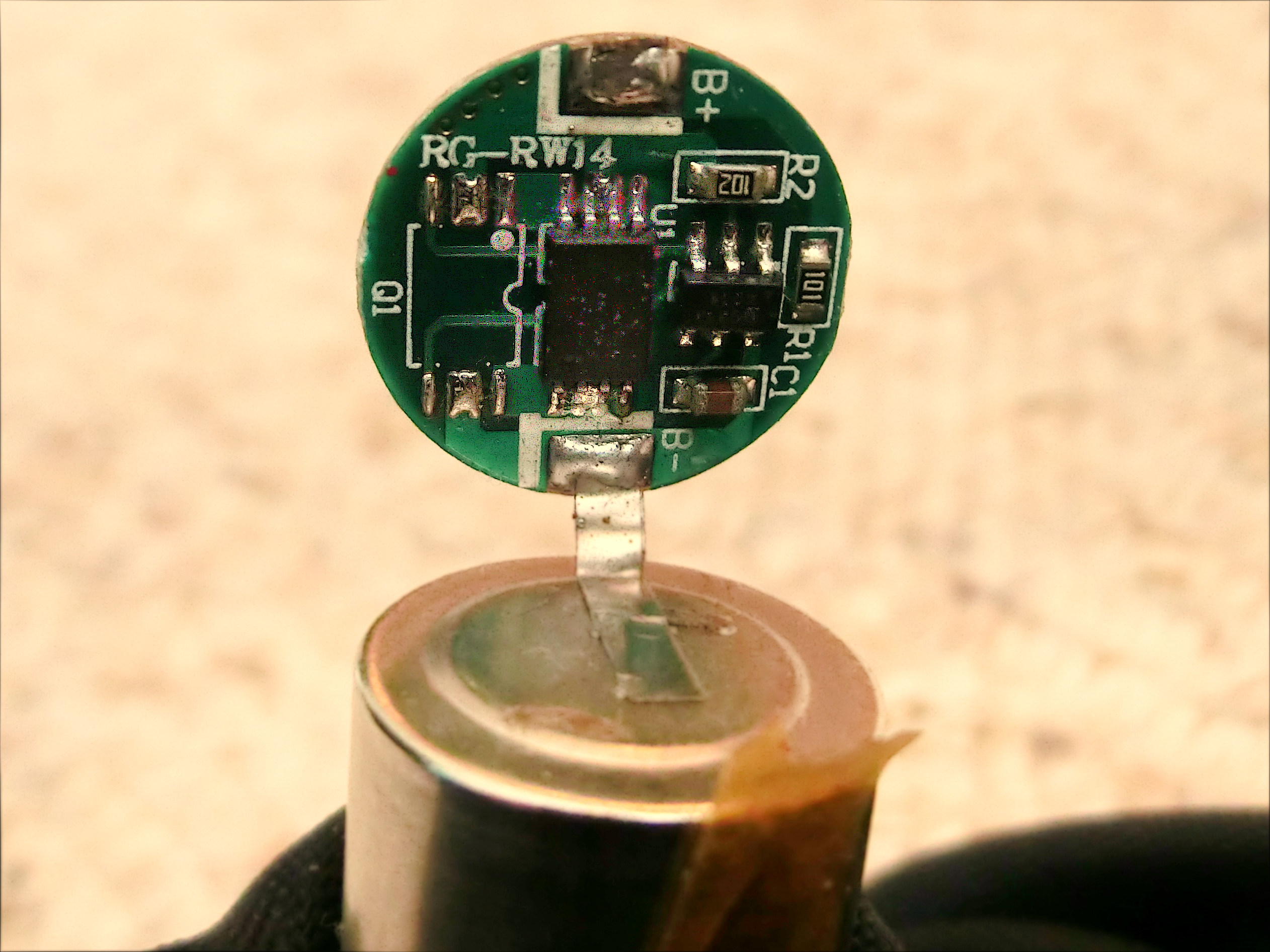
Elettronica di monitoraggio di una batteria agli ioni di litio (protegge dal sovraccarico)

### Piombo-acido
Le batterie al piombo-acido sono le batterie da trazione più economiche e in passato più comunemente disponibili. Esistono due tipi principali di batterie al piombo-acido: batterie di avviamento per motori di automobili e batterie a ciclo profondo. Gli alternatori per automobili sono progettati per fornire alle batterie di avviamento alti valori di carica per poter effettuare ricariche veloci, mentre le batterie a ciclo profondo utilizzate per veicoli elettrici come carrelli elevatori o golf cart e come batterie ausiliarie nei camper, richiedono una ricarica multi-stadio. Nessuna batteria al piombo acido deve essere scaricata al di sotto del 50% della sua capacità, poiché ciò ridurrebbe la durata della batteria. Le batterie ad acido libero richiedono l'ispezione del livello dell'elettrolita e la sostituzione occasionale dell'acqua che evapora durante il normale ciclo di ricarica.
Tradizionalmente, la maggior parte dei veicoli elettrici utilizzava batterie al piombo acido per via della loro tecnologia consolidata, dell'elevata disponibilità e del basso costo. Come tutte le batterie, hanno un impatto ambientale considerevole durante i processi di costruzione, uso e smaltimento o riciclaggio. Guardando il lato positivo, le percentuali di riciclaggio delle batterie dei veicoli sono superiori al 95% negli Stati Uniti. Le batterie al piombo a ciclo profondo sono costose e hanno una durata inferiore rispetto al veicolo stesso, che in genere necessita di una sostituzione ogni 3 anni.
Le batterie al piombo acido nelle applicazioni EV finiscono per essere una porzione significativa (25-50%) della massa finale del veicolo. Come tutte le batterie, hanno un'energia specifica significativamente inferiore rispetto ai carburanti a base di petrolio, in questo caso 30–40 Wh/kg. Nonostante la differenza di massa non sia così estrema come può sembrare grazie alla trasmissione più leggera in un veicolo elettrico, anche le batterie migliori tendono a portare a masse più elevate se applicate a veicoli comuni. L'efficienza (70–75%) e la capacità di stoccaggio dell'attuale generazione di batterie al piombo a ciclo profondo diminuiscono con temperature più basse e una deviazione dell'energia per far funzionare un sistema di riscaldamento ridurrebbe l'efficienza e l'autonomia fino al 40%. I recenti progressi in termini di efficienza della batteria, capacità, materiali, sicurezza, tossicità e durata possono consentire l'applicazione di questi sistemi nelle automobili elettriche.
La carica e il funzionamento delle batterie si traduce in genere nell'emissione di idrogeno, ossigeno e zolfo, che sono presenti in natura e sono normalmente innocui, se adeguatamente ventilati.

### Nichel-metallo idruro
Le batterie al nichel-metallo idruro sono ora considerate una tecnologia relativamente matura. Sebbene siano meno efficienti (60–70%) nella carica e nella scarica rispetto a quelle al piombo-acido, hanno un'energia specifica di 30–80 Wh/kg, molto più elevata di quella degli accumulatori al piombo. Se utilizzate correttamente, le batterie al nichel-metallo idruro possono avere una durata eccezionalmente lunga, come è stato dimostrato dal loro utilizzo in auto ibride che funzionano ancora bene dopo 160000 km e oltre un decennio di servizio. Gli aspetti negativi comprendono la scarsa efficienza, l'elevata autoscarica, i cicli di carica molto delicati e le scarse prestazioni nella stagione fredda.

### Sodio-nichel cloruro
La batteria al sodio-nichel cloruro detta anche ZEBRA (acronimo di Zero Emission Battery Research Activities) utilizza il sodio cloroalluminato fuso (NaAlCl4) come elettrolita. Questa reazione chimica viene anche occasionalmente definita "sali fusi". Tecnologia relativamente matura, la batteria ZEBRA ha un'energia specifica di 120 Wh/kg e una ragionevole resistenza in serie. Poiché la batteria deve essere riscaldata per l'uso, la stagione fredda non influisce fortemente sul suo funzionamento se non per l'aumento dei costi di riscaldamento. Sono state utilizzate in diversi veicoli elettrici. Le ZEBRA possono durare per alcune migliaia di cicli di carica e non sono tossiche. Gli svantaggi della batteria ZEBRA includono una scarsa potenza in rapporto al peso ( <300 W/kg) e il requisito di dover riscaldare l'elettrolita a circa 270 °C, che spreca un po' di energia e presenta difficoltà a lungo termine di conservazione della carica.

### Ioni di litio
Le batterie agli ioni di litio (e ai polimeri simili ad esso), ampiamente conosciute per il loro uso nei computer portatili e nell'elettronica di consumo, sono le più utilizzate per i veicoli elettrici di ultima generazione. La reazione chimica tradizionale agli ioni di litio prevede un catodo di ossido di litio cobalto e un anodo di grafite. Ciò produce cellule con una notevole energia specifica di oltre 200 Wh/kg ed un'elevata potenza specifica con un'efficienza di carica/scarica dall'80 al 90%. Il rovescio della medaglia delle batterie agli ioni di litio tradizionali comprende la breve durata del ciclo di vita (da centinaia a qualche migliaio di cicli di carica) e un significativo degrado con l'età. Anche il materiale catodico è alquanto tossico. Le tradizionali batterie agli ioni di litio sono esposte al rischio di incendio se forate o caricate in modo improprio. Queste celle non accettano né forniscono carica quando sono estremamente fredde, e quindi un sistema di riscaldamento può essere necessario in presenza di climi particolarmente rigidi. La Tesla Roadster (2008) utilizzava gruppi di tradizionali "batterie per computer portatili" agli ioni di litio che possono essere sostituite individualmente secondo necessità.
I veicoli elettrici recenti utilizzano nuove varianti di accumulatori degli ioni di litio che sacrificano energia specifica e potenza specifica per fornire resistenza alle fiamme, rispetto dell'ambiente, ricarica rapida (in pochi minuti) e durata della vita più lunga. Queste varianti (fosfati, titanati, spinelli, ecc.) hanno dimostrato di avere una durata molto più lunga, con i tipi A123 che utilizzano litio ferro fosfato della durata di almeno 10 anni e più di 7000 cicli di carica/scarica, in LG Chem si aspettano che le loro batterie agli spinelli al litio-manganese durino fino a 40 anni.
La continua ricerca sulla stabilità e sicurezza delle batterie, come nel caso delle batterie LFP con struttura delle cellule a forma di prisma della Build Your Dream (BYD) e dalla caratteristica forma appiattita da cui il nome "Blade Battery" ha consentito nel 2023 il superamento con successo del "nail penetration experiment" senza esplodere o bruciare.
Nei laboratori viene svolto molto lavoro sulle batterie agli ioni di litio.  L'ossido di litio vanadio si è già fatto strada nel prototipo Subaru G4e, raddoppiando la densità di energia. Nanofili di silicio, nanoparticelle di silicio, e nanoparticelle di stagno promettono più densità di energia nell'anodo, anche i catodi in materiale composito e superlattice promettono significativi miglioramenti della densità.

## Esempi di veicoli e relativa capacità della batteria

### Elettrici
- Addax MT: 10-15 kWh
- Audi e-tron : 95 kWh
- BMW i3 : 22–33 kWh
- BYD e6: 60–82 kWh
- Chevrolet Bolt / Opel Ampera-e : 60 kWh
- Citroen C-Zero / Peugeot iOn (i.MIEV): 16 kWh (2010) / 14,5 kWh (2013-)
- Fiat 500e : 24 kWh
- Ford Focus Electric: 23 kWh (2012), 33,5 kWh (2018)
- Honda Clarity (2018): 25,5 kWh
- Hyundai Kona Electric: 39,2–64 kWh
- Hyundai Ioniq Electric: 28 kWh
- Kia Soul EV: 27 kWh
- Kia Niro EV: 39,2–64 kWh
- Jaguar I-Pace : 90 kWh
- Mini Cooper SE: 32,6 kWh
- Nissan Leaf I: 24–30 kWh
- Nissan Leaf II: 24-60 kWh
- Mercedes-Benz EQ C : 80 kWh
- MG MG4 : 51–77 kWh
- Mitsubishi i-MIEV : 16 kWh
- Renault Fluence ZE: 22   kWh
- Renault Twizy : 6 kWh
- Renault Twingo ZE : 22 kWh
- Renault Zoe : 22 kWh (2012), 41 kWh (2016), 51 kWh (2019)
- Smart electric drive II: 16.5   kWh
- Smart electric drive III: 17.6   kWh
- Tesla Model S : 60–100 kWh
- Tesla Model X : 60–100 kWh
- Tesla Model 3 : 50–75 kWh
- Toyota RAV4 EV: 27.4   kWh (1997), 41,8   kWh (2012)
- Volkswagen e-Golf Mk7: 24–36 kWh
- Volkswagen e-Up! : 18,7 kWh
- Rimac C Two : 120 kWh

### Ibridi plug-in
- Audi A3 e-tron: 8,8 kWh
- Audi A6 L e-tron (2016): 14,1 kWh
- Audi Q7 e-tron: 17 kWh
- BMW i8: 7 kWh
- BMW Serie 2 Active Tourer 225xe: 6,0 kWh
- BMW 330e iPerformance : 7.6   kWh
- BMW 530e iPerformance : 9.2   kWh
- BMW X5 xDrive40e: 9.0   kWh
- Chevrolet Volt: 16–18 kWh
- Chrysler Pacifica Hybrid: 16 kWh
- Ford Fusion II / Ford C-Max II Energi: 7.6   kWh
- Fisker Karma: 20 kWh
- Honda Accord PHEV (2013): 6,7 kWh
- Honda Clarity PHEV (2018): 17 kWh
- Hyundai Ioniq Plug-in: 8,9 kWh
- Plug-in Kia Niro: 8,9 kWh
- Koenigsegg Regera: 4.5 kWh[15]
- Mini Countryman Cooper SE: 7,6 kWh
- Mitusbishi Outlander PHEV : 12–13,8 kWh
- Polestar 1: 34 kWh
- Porsche 918 Spyder: 6,8 kWh
- Toyota Prius III Plug-in: 4,4 kWh
- Toyota Prius IV Plug-in: 8,8 kWh
- Volkswagen Golf GTE: 8,8 kWh
- Volkswagen Passat GTE: 9,9 kWh
- Volkswagen XL1: 5,5 kWh
- Volvo V60: 11,2 kWh

### Ibridi non plug-in
- Audi A6 Hybrid (2012): 1,3 kWh
- BMW ActiveHybrid 3 (2012-13) 1,3 kWh
- Cadillac Escalade 2008-2013 Dual-Mode Hybrid
- Chevrolet Malibu (2016): 1,5 kWh
- Chevrolet Silverado / Chevrolet Tahoe 2008-2013 Dual-Mode Hybrid
- Ford Fusion II / Ford C-Max II: 1.4   kWh
- GMC Yukon / GMC Yukon Denali 2008-2013 Dual-Mode Hybrid
- Hyundai Ioniq Hybrid: 1,56 kWh
- Kia Niro : 1,56 kWh
- Lexus CT 200h: 1,3 kWh
- Lexus NX 300h: 1,6 kWh
- Toyota Prius II: 1,3 kWh
- Toyota Prius III: 1,3 kWh
- Toyota Prius C / Toyota Yaris Hybrid: 0,9 kWh
- Toyota Camry Hybrid (2012): 1,6 kWh

## Costo della batteria

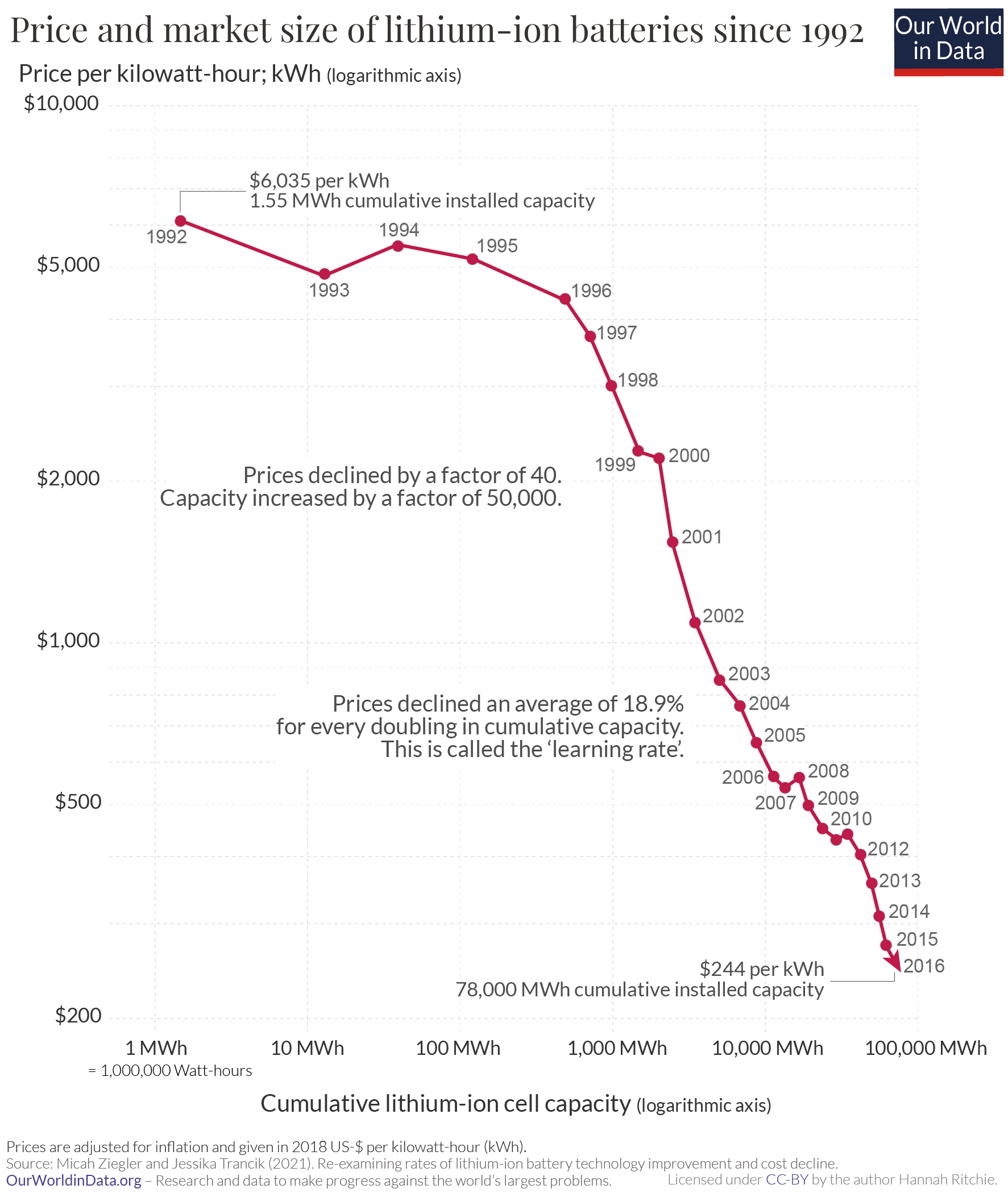
Curva di apprendimento delle batterie agli ioni di litio: il prezzo delle batterie è diminuito del 97% in tre decenni.

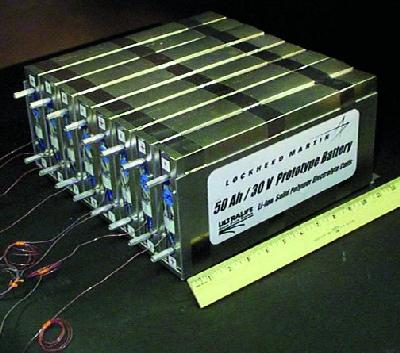
Prototipi da 50 Wh/kg di batteria agli ioni di litio-polimeri. Le celle agli ioni di litio più recenti possono fornire fino a 265 Wh/kg e durano per migliaia di cicli di carica.

Nel 2010, gli scienziati dell'università tecnica della Danimarca hanno pagato 10.000 dollari per una batteria EV certificata con una potenza di 25 kWh (cioè 400 $/kWh), senza sconti o supplementi. Due produttori di batterie su 15 erano in grado di fornire la necessaria documentazione tecnica sulla qualità e la sicurezza in caso di incendio. Si stimava che sarebbero passati al massimo 10 anni prima che il prezzo della batteria si abbassasse di un terzo.
Stando ad uno studio del 2010, secondo il Consiglio Nazionale delle Ricerche degli Stati Uniti, il costo di una batteria agli ioni di litio era di circa 1700 dollari per kWh di energia utilizzabile, e considerando che un sistema PHEV-10 richiede circa 2 kWh e un PHEV-40 circa 8 kWh, il costo di produzione della batteria per un PHEV-10 è di circa 3.000 dollari e sale a 14.000 dollari per un PHEV-40. Uno studio dell'American Council for an Energy-Efficient Economy del 2013 ha riportato che i costi delle batterie sono scesi da 1300 dollari/kWh nel 2007 a 500 dollari/kWh nel 2012. La riduzione dei costi grazie ai progressi della tecnologia delle batterie e ai maggiori volumi di produzione consentirà ai veicoli elettrici plug-in di essere più competitivi rispetto ai tradizionali veicoli con motore a combustione interna. Nel 2016, il mondo aveva una capacità produttiva di 41,57 GWh.
I costi effettivi delle celle sono oggetto di molti dibattiti e speculazioni, dato che la maggior parte dei produttori di veicoli elettrici si rifiutano di discutere in dettaglio riguardo a questo argomento. Secondo una classifica stilata nel 2019 da Reuters i primi sei costruttori al mondo di batterie in ordine di grandezza sono: CATL, Panasonic, BYD, LG Chem, Samsung Sdi, SK Innovation.
Secondo uno studio pubblicato nel febbraio 2016 da Bloomberg, i prezzi delle batterie sono scesi del 65% dal 2010, e del 35% solo nel 2015, raggiungendo i 350 dollari/kWh. Lo studio conclude che l'andamento dei costi delle batterie renderà i veicoli elettrici accessibili quanto le auto con motore a combustione interna nella maggior parte dei paesi entro il 2022, senza sussidi governativi. Entro il 2040 le auto elettriche a lungo raggio costeranno meno di 22.000 dollari. I costi delle batterie delle auto elettriche saranno ben al di sotto dei 120 dollari per kWh entro il 2030, per poi scendere ulteriormente non appena saranno disponibili nuove sostanze chimiche.
Confronto delle stime del costo della batteria
| Tipo di batteria      | Anno | Costo ($/kWh) |
| --------------------- | ---- | ------------- |
| Ioni di litio         | 2016 | 130-145       |
| Ioni di litio         | 2014 | 200–300       |
| Ioni di litio         | 2013 | 800–1000      |
| Ioni di litio         | 2012 | 400–752       |
| Ioni di litio         | 2010 | 750           |
| Nichel-metallo idruro | 2013 | 500–550       |
| Nichel-metallo idruro | 2004 | 750           |
| Nichel-metallo idruro |      | 350           |
| Piombo-acido          |      | 256.68        |

Confronto delle stime di longevità della batteria
| Battery type          | Anno | Cicli   | Km        | Years |
| --------------------- | ---- | ------- | --------- | ----- |
| Ioni di litio         | 2016 | >4000   | 1.500.000 | >10   |
| Ioni di litio         | 2008 |         | 150.000   | 5     |
| Ioni di litio         | 2002 |         |           | 2-4   |
| Ioni di litio         | 1997 | >1000   |           |       |
| Nichel-metallo idruro | 2002 | 2000    |           |       |
| Nichel-metallo idruro | 2001 |         | 150.000   | 4     |
| Nichel-metallo idruro | 1999 | 1000    | 150.000   |       |
| Nichel-metallo idruro | 1997 | >1000   |           |       |
| Nichel-metallo idruro | 1995 | <2000   |           |       |
| Piombo-acido          | 1997 | 300–500 |           | 3     |